# موغوتشا
موغوتشا (بالروسية: Могоча) هي إحدى مدن روسيا في الكيان الفدرالي الروسي تشيتا أوبلاست.

## المناخ
يظهر الجدول التالي التغييرات المناخية على مدار السنة لموغوتشا:
| البيانات المناخية لـموغوتشا        | البيانات المناخية لـموغوتشا | البيانات المناخية لـموغوتشا | البيانات المناخية لـموغوتشا | البيانات المناخية لـموغوتشا | البيانات المناخية لـموغوتشا | البيانات المناخية لـموغوتشا | البيانات المناخية لـموغوتشا | البيانات المناخية لـموغوتشا | البيانات المناخية لـموغوتشا | البيانات المناخية لـموغوتشا | البيانات المناخية لـموغوتشا | البيانات المناخية لـموغوتشا | البيانات المناخية لـموغوتشا |
| الشهر                              | يناير                       | فبراير                      | مارس                        | أبريل                       | مايو                        | يونيو                       | يوليو                       | أغسطس                       | سبتمبر                      | أكتوبر                      | نوفمبر                      | ديسمبر                      | المعدل السنوي               |
| ---------------------------------- | --------------------------- | --------------------------- | --------------------------- | --------------------------- | --------------------------- | --------------------------- | --------------------------- | --------------------------- | --------------------------- | --------------------------- | --------------------------- | --------------------------- | --------------------------- |
| الدرجة القصوى °م (°ف)              | −3.2 (26.2)                 | 6.3 (43.3)                  | 14.3 (57.7)                 | 23.1 (73.6)                 | 31.9 (89.4)                 | 35.4 (95.7)                 | 37.6 (99.7)                 | 33.8 (92.8)                 | 29.6 (85.3)                 | 21.5 (70.7)                 | 9.5 (49.1)                  | 2.0 (35.6)                  | 37.6 (99.7)                 |
| متوسط درجة الحرارة الكبرى °م (°ف)  | −20.5 (−4.9)                | −12.9 (8.8)                 | −4.2 (24.4)                 | 5.6 (42.1)                  | 14.9 (58.8)                 | 22.1 (71.8)                 | 24.4 (75.9)                 | 21.6 (70.9)                 | 14.6 (58.3)                 | 4.4 (39.9)                  | −10.5 (13.1)                | −20.7 (−5.3)                | 3.2 (37.8)                  |
| المتوسط اليومي °م (°ف)             | −27.9 (−18.2)               | −22.7 (−8.9)                | −13.8 (7.2)                 | −1.9 (28.6)                 | 7.0 (44.6)                  | 14.0 (57.2)                 | 17.1 (62.8)                 | 14.5 (58.1)                 | 7.3 (45.1)                  | −3.0 (26.6)                 | −17.8 (0.0)                 | −27.1 (−16.8)               | −4.5 (23.9)                 |
| متوسط درجة الحرارة الصغرى °م (°ف)  | −35.4 (−31.7)               | −32.6 (−26.7)               | −23.5 (−10.3)               | −9.4 (15.1)                 | −1 (30)                     | 5.8 (42.4)                  | 9.8 (49.6)                  | 7.3 (45.1)                  | −0.1 (31.8)                 | −10.4 (13.3)                | −25.2 (−13.4)               | −33.5 (−28.3)               | −12.3 (9.9)                 |
| أدنى درجة حرارة °م (°ف)            | −48.8 (−55.8)               | −51.5 (−60.7)               | −44.2 (−47.6)               | −29.3 (−20.7)               | −16.7 (1.9)                 | −6.7 (19.9)                 | −3.1 (26.4)                 | −5.1 (22.8)                 | −12.8 (9.0)                 | −32 (−26)                   | −43.6 (−46.5)               | −51.7 (−61.1)               | −51.7 (−61.1)               |
| الهطول مم (إنش)                    | 3.3 (0.13)                  | 3.6 (0.14)                  | 5.5 (0.22)                  | 16.9 (0.67)                 | 34.4 (1.35)                 | 75.0 (2.95)                 | 114.9 (4.52)                | 105.0 (4.13)                | 49.9 (1.96)                 | 14.3 (0.56)                 | 10.2 (0.40)                 | 5.7 (0.22)                  | 438.7 (17.25)               |
| متوسط أيام هطول الأمطار            | 4.5                         | 4.2                         | 4.5                         | 5.9                         | 8.7                         | 14.1                        | 15.4                        | 14.9                        | 10.6                        | 5.8                         | 6.9                         | 6.4                         | 101.9                       |
| ساعات سطوع الشمس الشهرية           | 124                         | 172                         | 232                         | 224                         | 247                         | 242                         | 234                         | 202                         | 173                         | 175                         | 134                         | 103                         | 2٬262                       |
| المصدر: climatebase.ru (1910-2012) |                             |                             |                             |                             |                             |                             |                             |                             |                             |                             |                             |                             |                             |